# 대지도론
《대지도론》(大智度論, K.0549, T.1509)은 《대품반야경(大品般若經)》의 주석서로 인도의 대승불교 승려인 용수(龍樹: 150?~250?)가 저술한 불교 논서 또는 주석서이다. 원래 이름은 마하프라즈냐파라미타샤스트라(Mahaprajnaparamitasastra)라 하며, 지도론(智度論) · 지론(智論) · 대론(大論) · 마하반야석론(摩訶般若釋論) 등으로도 불린다. 논서의 명칭 중 "지(智)"는 산스크리트어 프라즈나(prajna · 반야)를 뜻에 따라 번역한 것이며, "도(度)"는 산스크리트어 파라미타(paramita · 바라밀다)를 뜻에 따라 번역한 것이다.
용수(龍樹)가 《반야경》속의 《대품반야(大品般若)》를 축조 해석한 것으로 알려졌으나 산스크리트어 원본도 티베트어역 판본도 존재하지 않으며, 405년 구마라습에 의한 한역본만이 전해져 최근에는 이를 바탕으로 한 프랑스어 번역본도 나오게 되었다.
구마라습의 한역본은 100권으로 되어 있는데, 원문은 10만송(頌)이었다고 전해질 만큼 방대하며, 한역으로 서품(序品)에만 주석을 다는데 34권이 소비되었고, 이후 1품에 1~3권을 할양하였다. 이것은 구마라습이 초역한 것으로서 만일 전부를 번역했다면 그 10배의 분량이 되었을 것으로 추측되고 있다.
이 100권 속에는 원시불교 · 부파불교 · 초기 대승불교로부터 인도사상에까지 이르는 광범한 인용 · 관설(關說)이 있어서 당시의 불교백과사전과 같은 것이었으나, 의도하는 바는 《중론(中論)》과 마찬가지로 반야공(般若空)의 사상을 기본 입장으로 하면서 《중론》의 부정적 입장에 대해서 제법실상(諸法實相: 모든 현상은 공(空)으로서만 진실한 형태를 취함)이라는 긍정적인 면을 강조하고, 대승 보살의 실천도의 해명에 힘쓴 것이다.

## 참고 문헌
- 이 문서에는 다음커뮤니케이션(현 카카오)에서 GFDL 또는 CC-SA 라이선스로 배포한 글로벌 세계대백과사전의 내용을 기초로 작성된 글이 포함되어 있습니다.